# Alisa Klejbanova
Alisa Mikhajlovna Klejbanova (russisk: Алиса Михаиловна Клейбанова; født 15. juli 1989 i Moskva, Sovjetunionen) er en professionel tennisspiller fra Rusland.